# 陈家桥街道
陈家桥街道，是中华人民共和国重庆市沙坪坝区下辖的一个乡镇级行政单位。

## 沿革
陳家橋鎮駐地陳家橋，因附近有一石橋，為民國9年(1920年)陳姓人所建，故名。後此地逐漸形成集市，名陳家橋場，1956年建陳家橋鄉，1959年冬虎溪區區公所由虎溪場遷駐於此，成為全區政治、經濟、文化中心。1985年撤鄉建鎮，實行以鎮代鄉體制，幅員面積27.65平方公里，其中耕地16288畝。主要街道有陳青路、陳電路，總長1100米，成渝公路由鎮中心區域通過。境內有虎溪電機廠、六二研究所等部、市屬單位。全鎮轄1個居民委員會和顏家燈、豐文山、人和門、三河、萬寶、群力、陳家橋、白鶴、蓮花灘、民建、大同、天馬山、堰塘壪等13個村。1985年，人口5038戶，18668人，其中非農業人口5087人。糧食總產8173.10噸，肥豬出槽13590頭，農村經濟總收入1482.42萬元，其中農業收入552.55萬元，工業收入698.41萬元，上交國家稅金61.44萬元。

## 行政区划
陈家桥街道下辖以下地区：
桥南社区、桥北社区、桥东社区、学府社区、学林社区、学苑社区、官房寺社区和天马山社区。